# Leprozorij u Metkoviću
Leprozorij u Metkoviću, t.zv. Gubave kuće, medicinska ustanova. 

## Povijest
Guba je zarazna bolest koja je stoljećima harala Europom pa tako i Hrvatskom. Svaki je veći grad u Dalmaciji imao leprozorij, a ovaj u Metkoviću nastao je u odnosno nedavnoj prošlosti, 1905. godine. Podignut je u vremenima kad je izgledalo da je guba nestala. Iščezla je koncem 18. stoljeća. No, iznenada se je pojavila u dolini Neretve krajem 19. stoljeća i početkom 20. stoljeća. Po svemu sudeći došla je iz susjedne BiH, kamo su ju prenijeli osmanski vojnici; područje Cazina je poznato endemsko područje gube. Austrijska Kraljevina Dalmacija imala je početkom 20. st. tek 7 gubavaca, a u cijeloj Hrvatskoj tijekom 20. stoljeća bilo je 17 registriranih slučajeva. Prvih par gubavaca iz neretvanskog kraja umro je 1902. godine. Radi sprječavanja širenja bolesti, namjesništvo je iz Zagreba zapovijedilo pronaći mjesto za leprozorij kamo bi smjestili sve gubavce iz Kraljevine Dalmacije. Lokacija je nađena na 2 km od ondašnjeg grada na predjelu Pavlovači. Izbor doline rijeke Neretve kao lokaliteta izolacije leproznih još je jače pridonijela izreci „Dolina Neretve od Boga prokleta“, jer su njome često harale malarija, a u 19. stoljeću kuga 1827., dvaput kolera, 1854. i 1886. te koncem 19. stoljeća i guba.:105. Zbog nemoći ondašnje medicine, nagrđenosti bolesnika i lakoće širenja te time i ubijanja normalna društvenog i gospodarstvenog života, bolesnici od gube bili su stigmatizirani, a sam kraj s takvim bolesnicima bio je tijekom povijesti obilježen nerazvijenošću, siromaštvom i bolestima. Leprozorij je podignut 1905. godine. Tu su bile bolesničke sobe, ambulanta i kapelica. Građevine su bile prizemnice od oko 115 m2 i 62 m2. U krugu leprozorija gubavci su se mogli baviti uzgojem povrtnih kultura za osobne potrebe. U leprozoriju je tijekom vremena bilo osam bolesnika iz triju obitelji. Svećenik je bolesnicima davao sv. pričest pincetom. Većina bolesnika umrla je 1925. godine. Zbog maloga broja preostalih bolesnika leprozorij je zatvoren, a ostatak bolesnika prebačen u Sarajevo. Zatvaranjem leprozorija službeno je iskorijenjena guba u Hrvatskoj.